# Senza famiglia (film 1925)
Senza famiglia (Sans famille) è un film muto del 1925, diretto da Maurice Kéroul e Georges Monca. Si tratta del secondo adattamento cinematografico dell'omonimo romanzo di Hector Malot. Il primo, completato nel 1913, era stato diretto sempre da Georges Monca e interpretato dall'attrice bambina Maria Fromet nel ruolo (maschile) di "Rémi".
Questa volta protagonista del film è per la prima volta un attore bambino, Leslie Shaw. Come nel caso di Maria Fromet, anche per lui la parte di Rémi venne dopo essersi distinto come interprete di una versione del film Les Deux Gosses (1924), diretto da Louis Mercanton.

## Trama
Il piccolo Rémi, un orfano, è stato raccolto dalla gentile signora Barberin. All'età di 10 anni, viene tolto alla madre adottiva e venduto al signor Vitalis, un misterioso musicista itinerante. Al suo fianco imparerà la dura vita di acrobata e canterà per guadagnarsi da vivere. Il suo lungo viaggio attraverso la Francia, fatto di incontri, amicizie e innumerevoli avventure, lo porterà a scoprire il segreto delle sue origini.

## Produzione
Il film fu prodotto in Francia da Argus Film.

## Distribuzione
Distribuito da Grandes Productions Cinématographiques, uscì nelle sale cinematografiche francesi nel 1925.